# Prințesa Ida de Waldeck și Pyrmont
Prințesa Ida Caroline de Waldeck și Pyrmont (în germană Ida Caroline Prinzessin zu Waldeck und Pyrmont; n. 26 septembrie 1796, Rhoden, Saxonia-Anhalt, Germania – d. 12 aprilie 1869, Menton, Alpes-Maritimes, Franța) a fost membră a Casei de Waldeck și Pyrmont și Prințesă de Waldeck și Pyrmont. Prin căsătoria ei cu Georg Wilhelm, Prinț de Schaumburg-Lippe, Ida a fost de asemenea membră a Casei de Lippe și Prințesă consort de Schaumburg-Lippe.

## Biografie

### Căsătorie și copii
Prințesa Ida s-a căsătorit la 23 iunie 1816 la Arolsen cu Prințul Georg Wilhelm de Schaumburg-Lippe; ei au avut nouă copii:
- Prințul Adolf I (1817–1893)
- Prințesa Matilda (1818–1891); căsătorită cu Ducele Eugen de Württemberg (1820–1875)
- Prințesa Adelheid, Ducesă de Schleswig-Holstein-Sonderburg-Glücksburg (1821–1899)
- Prințul Ernst (1822–1831)
- Prințesa Ida (1824–1894)
- Prințesa Emma (1827–1828)
- Prințul Wilhelm (1834–1906); căsătorit cu Prințesa Bathildis de Anhalt-Dessau.
- Prințul Hermann (1839–1839)
- Prințesa Elisabeta (1841–1926); căsătorită cu Prințul Wilhelm de Hanau și Horowitz, un fiu morganatic al lui Frederic Wilhelm, Elector de Hesse.